# Cäsarius von Speyer

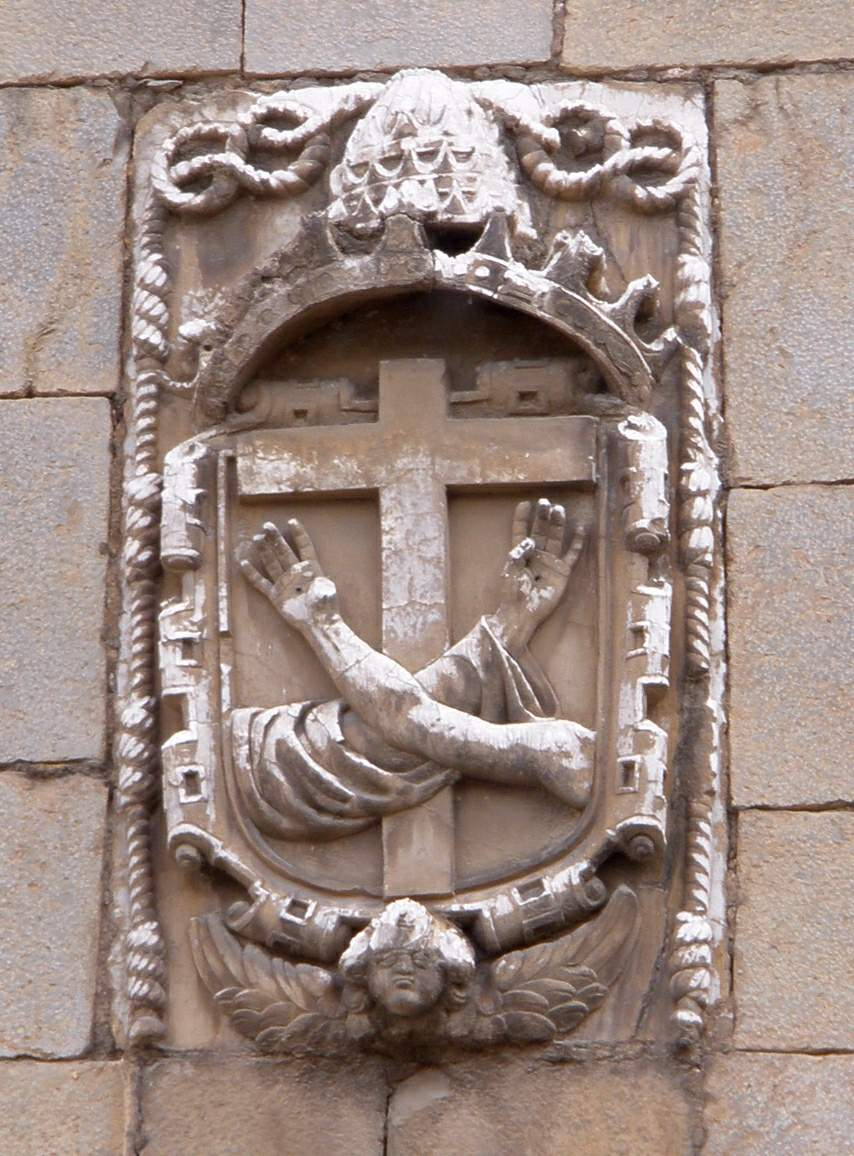
Wappen des Franziskanerordens

Cäsarius von Speyer (* 2. Hälfte des 12. Jahrhunderts in Speyer; † um 1239 in Italien) war  ein Gefährte des hl. Franziskus und der erste Provinzial der deutschen Provinz Teutonia des Franziskanerordens.

## Leben und Wirken
Cäsarius studierte in Paris Theologie und wirkte als Domprediger in Speyer. Er war ein Schüler des Domdekans Konrad von Speyer, dem späteren Bischof von Hildesheim. Als nach seinen Predigten einige Frauen seiner Heimatstadt ihren Schmuck ablegten, hielten ihn die aufgebrachten Männer für einen Albigenser und wollten ihn als Ketzer verbrennen; Magister Konrad brachte ihn in Sicherheit.

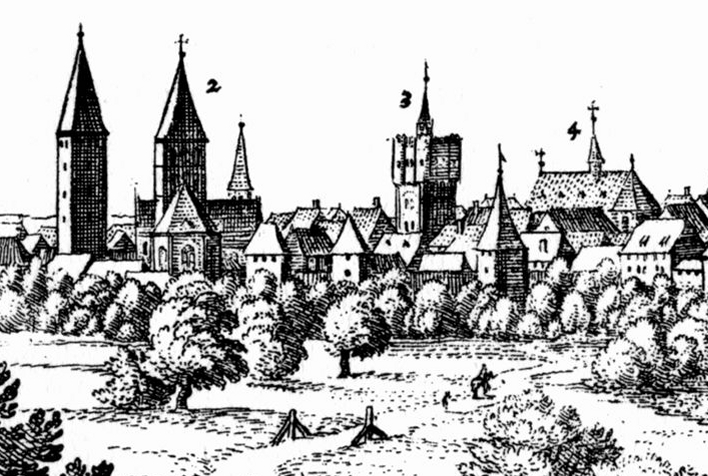
Die Speyerer Franziskanerkirche (ganz rechts, mit 4 bezeichnet) nach einem Stich von Matthäus Merian

Als Subdiakon weilte Cäsarius von 1217 bis 1220 im Heiligen Land, wo er sich auf eine Predigt des Elias von Cortona, des ersten Provinzials von Syrien, hin dem 1210 gegründeten Franziskanerorden anschloss. Hier lernte er den hl. Franz von Assisi kennen und kehrte 1220 mit ihm nach Italien zurück. Dort wirkte er mit an der ersten Ordensregel, die Franziskus dem neuen Orden gab, der „Regula non bullata“, indem er sie mit Bibelzitaten versah. Am 30. Mai 1221 wurde er auf dem Generalkapitel in Portiuncula („Mattenkapitel“) zum Verantwortlichen der nach Deutschland entsandten Franziskaner bestimmt. Die „Expedition nach Deutschland“ mit etwa 27 Brüdern stellte einen zweiten Versuch dar, sich in Deutschland niederzulassen; 1219 war ein solcher Versuch zunächst gescheitert. Zu Cäsarius' engsten Mitarbeitern zählte hierbei der Franziskanerchronist Thomas von Celano († 1260). Auch der als Seliger verehrte Simon von Collazzone († 1250) gehörte zu ihrer Gruppe, ferner Johannes de Plano Carpini. Von Augsburg aus gründeten sie an der Donau, im Rheinland und bis nach Sachsen hin Klöster. Einer der ersten Konvente war in der Heimat von Cäsarius das Franziskanerkloster Speyer, dessen Gründung Bischof Konrad III. von Scharfenberg unterstützte, auch in Worms und Mainz sowie in Würzburg entstanden damals Niederlassungen. 1222 leitete Cäsarius in Worms das erste deutsche Provinzialkapitel der Provinz Teutonia, zu dessen Provinzial Franz von Assisi ihn bestimmt hatte. Bereits 1230 wurde die Provinz Teutonia in eine rheinische (Provincia Rheni) und eine sächsische Provinz (Provincia Saxonia) geteilt. 1223 begab sich Cäsarius wieder nach Italien. Dort bat er den Ordensgründer auf dem Generalkapitel um Entbindung von seiner Tätigkeit als Provinzial der Teutonia und lebte dann als Einsiedler in Umbrien. 
Später, als Oppositionsführer im Armutsstreit, ließ ihn Generalminister Elias von Cortona einkerkern. Bei einem Fluchtversuch wurde er von einem Mitbruder erschlagen. Nach ihm nannten sich die Franziskaner, die auf der strengen Auslegung der Ordensregel bestanden, Cäsariner bzw. Observanten. Es sind die heutigen Braunen Franziskaner.